# Mât de drapeau argentin au pôle Sud
Le mât de drapeau argentin au pôle Sud a été planté, en décembre 1965, par les membres de l'expédition Operación 90, première expédition terrestre argentine au pôle Sud, afin de hisser le drapeau de l'Argentine. Il est classé monument historique en 1972, sur proposition de l'Argentine.
Bien que planté au pôle Sud, la localisation exacte du mât n'est pas connue, car il a été déplacé par les mouvements de la calotte glaciaire. Il se trouve à proximité de la station Amundsen-Scott, en compagnie d'autres monuments historiques comme la tente d'Amundsen, qui n'est pas localisée précisément non plus.